# Franck Rougier
 (avril 2022).
La mise en forme du texte ne suit pas les recommandations de Wikipédia : il faut le « wikifier ».
Les points d'amélioration suivants sont les cas les plus fréquents. Le détail des points à revoir est peut-être précisé sur la page de discussion.
- Les titres sont pré-formatés par le logiciel. Ils ne sont ni en capitales, ni en gras.
- Le texte ne doit pas être écrit en capitales (les noms de famille non plus), ni en gras, ni en italique, ni en « petit »…
- Le gras n'est utilisé que pour surligner le titre de l'article dans l'introduction, une seule fois.
- L'italique est rarement utilisé : mots en langue étrangère, titres d'œuvres, noms de bateaux, etc.
- Les citations ne sont pas en italique mais en corps de texte normal. Elles sont entourées par des guillemets français : « et ».
- Les listes à puces sont à éviter, des paragraphes rédigés étant largement préférés. Les tableaux sont à réserver à la présentation de données structurées (résultats, etc.).
- Les appels de note de bas de page (petits chiffres en exposant, introduits par l'outil «  Source ») sont à placer entre la fin de phrase et le point final[comme ça].
- Les liens internes (vers d'autres articles de Wikipédia) sont à choisir avec parcimonie. Créez des liens vers des articles approfondissant le sujet. Les termes génériques sans rapport avec le sujet sont à éviter, ainsi que les répétitions de liens vers un même terme.
- Les liens externes sont à placer uniquement dans une section « Liens externes », à la fin de l'article. Ces liens sont à choisir avec parcimonie suivant les règles définies. Si un lien sert de source à l'article, son insertion dans le texte est à faire par les notes de bas de page.
- La présentation des références doit suivre les conventions bibliographiques. Il est recommandé d'utiliser les modèles {{Ouvrage}}, {{Chapitre}}, {{Article}}, {{Lien web}} et/ou {{Bibliographie}}. Le mode d'édition visuel peut mettre en forme automatiquement les références.
- Insérer une infobox (cadre d'informations à droite) n'est pas obligatoire pour parachever la mise en page.

Pour une aide détaillée, merci de consulter Aide:Wikification.
Si vous pensez que ces points ont été résolus, vous pouvez retirer ce bandeau et améliorer la mise en forme d'un autre article.
 (avril 2022).
Si vous disposez d'ouvrages ou d'articles de référence ou si vous connaissez des sites web de qualité traitant du thème abordé ici, merci de compléter l'article en donnant les références utiles à sa vérifiabilité et en les liant à la section « Notes et références ».
Pour les articles homonymes, voir Rougier.
Franck Sismondini Rougier est un compositeur réalisateur et producteur de musique français né à Menton le 2 juin 1966.

## Biographie
Franck Sismondini Rougier a notamment collaboré avec Nâdiya, Julie Zenatti, Clara Morgane ou encore Christophe Willem et a de nombreux succès discographiques à son actif[réf. nécessaire]. Il remixe également de nombreux artistes sous le nom de « 6mondini », pseudonyme qu’il emploie pour ses productions électroniques, et il produit ses projets de musique Lounge sous le nom de « Franck 6mondini Rougier ».
En 2006, il crée sa propre société de productions Unit Productions et collabore avec Sony BMG (devenu Sony Music Entertainment) et Universal Music Group.
Cette même année, il intervient au salon Apple Expo au Parc des Expositions de Paris avec l’équipe de production des albums de Nâdiya : Unit Music.
À la tête du label indépendant Dream'up qui est fondé en 2009, Franck Sismondini Rougier compose, réalise et produit le premier album de la chanteuse Dimie Cat, Pin Me Up, dont sont extraits les singles Post-it (sorti en partenariat avec France Bleu) et Glam, que l'on retrouve dans sa version remix sur de nombreuses compilations d'Electroswing.
Il achève la composition-réalisation du nouvel album de la chanteuse, ZigZag, paru en numérique le 1er novembre 2012.
Le label Dream'up est spécialisé dans la production de disques mais aussi dans la production de musiques pour la publicité et de l'audiovisuel.
En 2021, il fonde avec Numa Faubert le Label DU.Records destiné à produire de la musique Electro : House, Jackin' House.

## Discographie

### Albums studio
- 2003 : One-T - "The One-T ODC (Universal)" compositeur-réalisateur
- 2004 : Nâdiya - "16/9 (Columbia)" compositeur-réalisateur
- 2004 : Nâdiya - "16/9 (Columbia)" remix 6mondini
- 2004 : Marc Drouin - "La Tête Dans Les Spots" compositeur-réalisateur
- 2004 : Buzy - "Borderlove (RTPC)" compositeur
- 2006 : Gabriel Evan - "On-Off (Columbia)" compositeur-réalisateur
- 2006 : Nâdiya - "Nâdiya (Columbia)" compositeur-réalisateur
- 2007 : Clara Morgane - "Déclarations (Columbia)" compositeur-réalisateur
- 2007 : Julie Zenatti - "La Boîte De Pandore (Columbia)" compositeur-réalisateur[4]
- 2007 : Nâdiya - "La Source (Columbia)" réalisateur et remixeur
- 2009 : Dimie Cat - "Pin Me Up (Dream'up)" compositeur-réalisateur / producteur
- 2010 : Franck 6mondini Rougier - "Paris Rome - A Lounge Selection (Dream'up)" compositeur-réalisateur / producteur
- 2010 : Sébastien Agius - "Ma Chance (Jive Epic)" réalisation
- 2010 : Franck 6mondini Rougier - "Dream'up Airlines vol 1 - Lounge (Dream'up)" compositeur-réalisateur / producteur
- 2010 : Franck 6mondini Rougier - "Dream'up Airlines vol 2 - Easy Listening (Dream'up)" compositeur-réalisateur / producteur
- 2011 : Chante ! saison 4 "B.O. de la série (Jive Epic)" compositeur-réalisateur
- 2011 : Franck 6mondini Rougier - "Dream'up Airlines - Boarding Pass - coffret vol 1 et 2 (Dream'up)" compositeur-réalisateur / producteur
- 2011 : Matthew Raymond-Barker - "One (Jive Epic)" compositeur-réalisateur (6mondini)
- 2012 : Maryvette - "Embrasse-moi Superman EP (Jive Epic)" mix
- 2012 : Dimie Cat - "ZigZag (Dream'up)" compositeur-réalisateur / producteur
- 2013 : LMBO - "Théo & Lola La savane (Dream'up)" compositeur-réalisateur / producteur
- 2014 : Franck 6mondini Rougier - "Océans (Dream'up)" compositeur-réalisateur / producteur
- 2015 : Cat Sisters'Swing - "Rendez-vous (Dream'up)" compositeur-réalisateur / producteur
- 2015 : Cat Sisters'Swing feat. Dimie Cat & B.Lee Blue- "Christmas Swing (Dream'up)" compositeur-réalisateur / producteur
- 2016 : Louka- "Gamin (Polydor)" réalisateur / producteur
- 2017 : Numa- "Sunrise feat Alexa (Dream'up)"producteur
- 2019 : AMDJI- "Unchaotic Creation (Dream’up)" composition-réalisation
- 2020 : MR Blin- "La formule (Dream’up)" composition-réalisation
- 2021 : Franklin 27- "Emphasis (Dream’up)" composition-réalisation
- 2021 : Nicolas Pesty- "My Hill (Dream’up)" réalisation
- 2021 : Dream'up for seasons- "A chill selection (Dream’up)" compositeur-réalisateur / producteur

### Singles
- 1999 : Orlando - "Survive (Fiat Lux)" composition-réalisation
- 2004 : The 411 - "On My Knees (Sony BMG)" remix
- 2006 : Michal - "Mon Tout (Mercury)" composition-réalisation
- 2006 : Gabriel Evan - "On-Off (Columbia)" réalisation
- 2006 : Ricky Martin & M. Pokora - "It's Alright (Sony BMG)" mix
- 2006 : Clara Morgane - "Sexy Girl (Columbia)" composition-réalisation
- 2006 : Clara Morgane - "Nous 2 feat. Shake (Columbia)" composition et remix
- 2006 : Cool-T - "Kamasutra (Universal)" remix
- 2006 : Julie Zenatti - "Tango-Princesse (Columbia)" composition-réalisation
- 2007 : Christophe Willem - "Quelle Chance (Columbia)" 6mondini remix
- 2008 : Julie Zenatti - "Douce (Columbia)" réalisation
- 2008 : Nâdiya & Kelly Rowland - "No Future In The Past (Jive Epic)" 6mondini remix
- 2010 : Dimie Cat - "Post-it (Dream'up)" composition-réalisation
- 2010 : Sébastien Agius - "Ma Chance (Jive Epic)" réalisation
- 2010 : Dimie Cat - "Glam (Dream'up)" composition-réalisation
- 2010 : Dimie Cat - "Christmas Tea (Dream'up)" composition-réalisation
- 2011 : Marina D'Amico - "Tombé du Ciel (Jive Epic)" réalisation-arrangements[5]
- 2011 : Matthew Raymond-Barker - "Trash (Jive Epic)" compositeur-réalisateur (6mondini)
- 2012 : Karmin feat. Lucie Azard - "Broken Hearted (Jive Epic)" mix
- 2012 : Dimie Cat - "Ping Pong (Dream'up)" composition-réalisation
- 2012 : Karmin fat.Lucie Azard - "Broken Hearted (Jive Epic)" réalisation
- 2013 : Dimie Cat - "La voiture (Dream'up)" composition-réalisation
- 2013 : Dimie Cat - "AAA (Triple A) (Dream'up)" composition-réalisation
- 2013 : Dimie Cat - "Le poulpe (Dream'up)" composition-réalisation
- 2013 : Dimie Cat - "Montagne russe (Dream'up)" composition-réalisation
- 2015 : Cat Sisters'Swing feat. B.Lee Blue - "Swing it! (Dream'up)" composition-réalisation
- 2015 : Up on the catwalk - "Take it easy! (Dream'up)" composition-réalisation
- 2016 : Louka- "Gamin (Polydor)" réalisateur / producteur
- 2020 : Numa A TFIVE- "Oh Lord (House U)" composition-réalisation
- 2020 : Numa A TFIVE- "Every time i look (HouseU)" composition-réalisation
- 2020 : Numa A TFIVE- "Chicago  (WU Records)" composition-réalisation
- 2020 : Numa A TFIVE- "Old Good time (HouseU)" composition-réalisation
- 2020 : Numa A TFIVE- "Saw Some Love (WU Records)" composition-réalisation
- 2020 : Numa A TFIVE- "Our Power (Senssual Records)" composition-réalisation
- 2021 : Numa A TFIVE- "Get on up (Senssual Records)" composition-réalisation
- 2021 : Numa A TFIVE- "Say yeah (Senssual Records)" composition-réalisation
- 2021 : AMDJI-  "Lifeness (Dream’up)" composition-réalisation
- 2021 : Numa A TFIVE- "Dis moi (Croovy Riddim Records)" composition-réalisation
- 2021 : Louis Mortel- "Mon regard dans tes yeux (Dream’up)" réalisation
- 2021 : Nicolas Pesty- "Through the Looks (Dream’up)" réalisation
- 2021 : Nade- "Comme un air de vacance (Dream’up)" composition-réalisation
- 2021 : Numa A TFIVE- "Don't believe (DU.Records)" composition-réalisation
- 2021 : Numa A TFIVE- "Music for the People (DU.Records)" composition-réalisation
- 2022 : Numa A TFIVE- "Was Good & Bad (DU.Records)" composition-réalisation
- 2022 : Numa A TFIVE- "Get Down (DU.Records)" composition-réalisation
- 2022 : Numa A TFIVE- "Work It (DU.Records)" composition-réalisation
- 2022 : Numa A TFIVE- "Give Your Love (DU.Records)" composition-réalisation
- 2022 : Bonetti- "Food 4 The Body (DU.Records)" composition-réalisation
- 2022 : Akeem Raphael- "Life's All About (DU.Records)" composition-réalisation
- 2022 : Numa A TFIVE- "Release Yourself (DU.Records)" composition-réalisation
- 2022 : Numa A TFIVE- "Got A Lot To Live For (DU.Records)" composition-réalisation

### Bandes originales de films
- 2001 : La Boîte, de Claude Zidi avec le titre "Use Me Now" – K.O Lectiv
- 2008 : Disco, de Fabien Onteniente, avec le remix des titres "September" et "Heartbreaker"
- 2011 : Possessions, de Eric Guirado, avec le titre "Princesse - Tango" - Julie Zenatti

### Séries télévisées
- Chante ! (Télé Images Kids / Jive Epic), avec la chanteuse Priscilla – Saisons 2, 3 et 4 diffusées sur France 2 et France 4 - Composition-réalisation
- Commissariat central (Kabo Family), avec Guy Lecluyse, Julien Cazarre, Élise Larnicol, Tano, Nadia Roz, Waly Dia, Vinnie Dargaud, Matthieu Pillard, Julie Schotsmans – Saisons 1, 2 diffusées sur M6 et W9 - Composition-réalisation